# Steve Wood (calciatore)
Stephen Alan Wood, più conosciuto con il diminutivo Steve Wood (Bracknell, 2 febbraio 1963) è un ex calciatore inglese, di ruolo difensore.

## Caratteristiche tecniche
Era un difensore centrale.

## Carriera
Esordisce tra i professionisti nel 1981 all'età di 18 anni, giocando nella terza divisione inglese con il Reading; trascorre la maggior parte degli anni '80 con la maglia dei Royals, con cui ad eccezione delle stagioni 1983-1984 (giocata in quarta divisione) e 1986-1987 (giocata in seconda divisione) è sempre in terza divisione. Passa quindi al Millwall, con cui nella stagione 1987-1988 contribuisce alla vittoria del campionato di seconda divisione e, di conseguenza, alla prima promozione in prima divisione della storia del club. Nelle stagioni 1988-1989 e 1989-1990 gioca quindi in massima serie con i Lions, disputando rispettivamente 35 e 21 partite, a cui aggiunge ulteriori 24 presenze in seconda divisione nella stagione 1990-1991 e 6 presenze nella prima parte della stagione 1991-1992, nella quale si trasferisce a campionato iniziato al Southampton, nuovamente in prima divisione: con i Saints nell'arco di poco meno di quattro stagioni gioca poi in totale 46 partite in prima divisione, per trasferirsi poi all'Oxford Utd, dove trascorre un biennio con un ruolo da comprimario (13 presenze totali) in terza divisione. Si ritira infine nel 1997, dopo un'ultima stagione trascorsa giocando con i semiprofessionisti del Woking.
In carriera ha totalizzato complessivamente 388 presenze e 9 reti nei campionati della Football League.

## Palmarès

### Club

#### Competizioni nazionali
- Campionato inglese di seconda divisione: 1

Millwall: 1987-1988
- Third Division: 1

Reading: 1985-1986
- FA Trophy: 1

Woking: 1996-1997